# 富士汽車
富士汽車（日语：富士自動車、ふじじどうしゃ）乃日本1948年至1973年之間曾經存在的汽車製造公司。

## 簡歷與概要

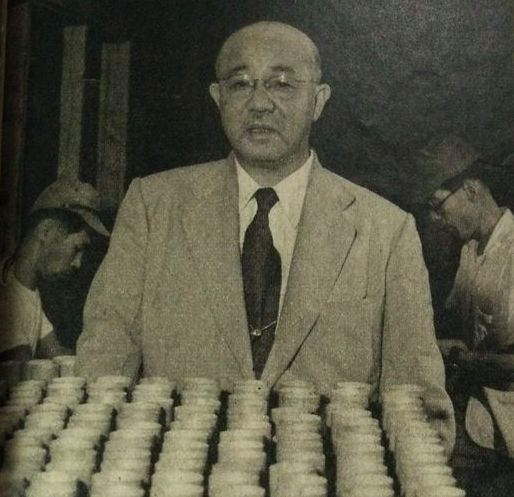
富士汽車創辦人山本惣治

該公司的前身乃1914年（大正3年）在東京麴町創業的工廠，專門替進口汽車製造木製車體。第二次世界大戰期間製作軍用木製品，1943年（昭和18年）更名為「日造木工所」，戰後則改做木製家具。1947年（昭和22年）商工省（今改制成經濟產業省）下令日造木工所成為日產重工業公司（今日產汽車）的「指定工廠」，因此翌年從日產重工業社長退任的山本惣治改任日造木工所社長，旋更名成「富士汽車公司（富士自動車株式会社）」。山本乃1933年（昭和8年）日產汽車成立時參與經營策劃的人物，戰時出任日產旗下滿州汽車公司的社長。
山本擔任富士汽車的社長期間，該公司業績突飛猛進，最大的營業收入來源乃駐日盟軍的汽車修理事業。原來當時駐日美軍最大的廢棄車輛放置場所乃是位於橫須賀市的前海軍航空隊追濱機場，這裡堆置了許多太平洋戰爭期間損壞的吉普車、卡車等。富士汽車於此地建起工廠，從事駐日美軍的汽車修理、解體、回收再生等業務。由於生意興旺，一時之間該地出現許多同性質的汽車維修廠，從業人員約有1萬人之譜。1950年（昭和25年）爆發朝鮮戰爭，大量破損車輛自戰場後送運回，該公司業績扶搖直上，甚至在1952年（昭和27年）正式股票上市。不過該公司開始意識到駐日美軍的汽車修理事業並非長久之計，1952年和美國克萊斯勒汽車技術合作，正式跨足乘用車製造領域。該公司先自美國進口主要元件、半成品等，然後在日本組裝普利茅斯3,500c.c.汽車，第一年生產180輛、次年則為288輛。然而受到握有大型汽車國產化決定權的通商產業省（今改制成經濟產業省）之否決，接下來富士汽車並未獲得進口車配額，這個業務受阻撓而中止。
1953年（昭和28年）該公司吸收合併東京瓦斯電力工業公司（簡稱「瓦斯電」），仍繼續使用「瓦斯電」品牌。後者乃是明治時期創業、歷史悠久的企業，二戰時研發生產神風號和航研機的發動機、九十四式六輪自動貨車、九十四式輕裝甲車，戰後則製造小型摩托車引擎，卻陷入經營危機，遂同意與富士汽車合併。1955年富士汽車發表前二輪、後單輪的雙人座「富士Fujicabin」，配置瓦斯電開發的125c.c.摩托車引擎，單體硬殼式結構車體以FRP打造，可惜因為馬力不足及操控安定性不足，銷售狀況不佳，最後落得1956、1957兩年間僅生產85輛的慘境。
同樣在1955年，由於美軍修理車輛數目銳減，加上追濱工廠人事精簡，遂發生勞資糾紛事件。1960年（昭和35年）公司內部混亂，家具製造部門遂於此時脫離，另行成立IMAX公司（株式会社イマックス）存續至今。而原本替美軍車輛修理、解體、回收再生等業務的追濱工廠被迫關廠，直到1961年日產汽車接手復工，改成日產汽車追濱工廠。在這些風暴中，汽車製造部門仍持續研發，在1961年（昭和36年）秋季舉辦的全日本汽車展（今東京車展）公開富士Gasuden Mini-van（ガスデンミニバン）。這輛輕型雙門廂型車乃由著名工業設計師柳宗理事務所操刀設計，卵形渾圓的車身搭配瓦斯電開發的356c.c.二行程水平對臥二缸引擎。可惜的是，當時的富士汽車根本沒有餘力可以生產這輛車，而且突然傳出社長山本惣治驟逝的噩耗。
1962年該公司與小松製作所業務合作，改製造鏟斗機、割草機等產品以尋求出路。後來1973年更名「全能公司（ゼノア株式会社）」、1979年再變更成「小松全能公司（小松ゼノア株式会社）」，直到2002年（平成14年）股票下市，完全成為小松製作所的子公司，專門生產農林業機械、產業建設機械、飛機零件、無線電遙控、小型發動機等。2007年4月1日農林業機械部門被分割出來，出售給瑞典商胡斯克瓦那，稱作「胡斯克瓦那·全能公司（ハスクバーナ・ゼノア株式会社）」。剩餘的部門則和小松堆高機公司合併，改稱小松工具公司。

## 其它
- 香港將富士重工業（品牌為速霸陸汽車）翻譯成「富士汽車」，容易與之混淆。此外，現今富士重工業旗下的速霸陸客製工房舊名為「富士汽車工業」，乃是二戰結束後中島飛機的伊勢崎工廠改組而成。第三，現今註冊有案、位於福岡縣福岡市的「富士汽車」乃是一家進口車、中古車銷售商，另有一家位於東京都墨田區的「冨士汽車（注意：「冨」字無上面那一點）」為租車行，皆與本條目提及的公司行號毫無瓜葛。

## 內部連結
- 東京瓦斯電力工業
- 日立航空機

## 外部連結
- （日語）自動車技術会：瓦斯電から日野自動車へ （页面存档备份，存于）